# Coahomasuchus
Genre
Coahomasuchus est un genre d'aétosaures, ordre éteint de reptiles du Trias supérieur (Carnien). Les fossiles ont été trouvés dans l'ouest du Texas et en Caroline du Nord,.

## Systématique
Le genre Coahomasuchus a été créé en 1999 par Andrew B. Heckert (d) & Spencer G. Lucas.

## Description
Coahomasuchus était petit pour un aétosaure, avec une longueur de moins de 1,5 mètre. Ce genre ne possède pas d'épines sur ses plaques dorsales, caractéristiques observées chez de nombreux autres aétosaures. Coahomasuchus avait une apparence très similaire à son proche parent Aetosaurus.

## Liste d'espèces
Deux espèces sont connues :
- Coahomasuchus chathamensis Heckert, Fraser & Schneider, 2017 ; formation de Pekin du Super-groupe Newark. L'holotype de cette dernière espèce comprend des parties du crâne, ce qui est rare chez les aétosaures. C. chathamensis diffère de C. kahleorum par des ostéodermes plus larges sur le dos et la face inférieure du cou, ainsi que les longueurs relatives des processus du surangulaire[1],[2] ;
- Coahomasuchus kaeleorum  Heckert & Lucas, 1999 - espèce type ; formation de Colorado City (d) du Groupe Dockum et datée de l'Otischalkien (fin du Carnien inférieur).

## Étymologie
Le nom du genre Coahomasuchus est la combinaison de « Coahoma », une ville du Texas proche de la localité type, et de suchus pour « crocodile ».

## Publication originale
- (en) Andrew B. Heckert et Spencer G. Lucas, « A new aetosaur (Reptilia: Archosauria) from the Upper Triassic of Texas and the phylogeny of aetosaurs », Journal of Vertebrate Paleontology, SVP et Taylor & Francis, vol. 19, no 1,‎ 15 mars 1999, p. 50-68 (ISSN 0272-4634 et 1937-2809, OCLC 238100068, DOI 10.1080/02724634.1999.10011122, lire en ligne).